# Syllis lunaris
Syllis lunaris är en ringmaskart. Syllis lunaris ingår i släktet Syllis och familjen Syllidae. Utöver nominatformen finns också underarten S. l. minima.